# Jeannette Frenoux
Jeannette Frenoux, née Jeanne Louise Judith Astier le 6 octobre 1921 à La Mure en Isère et morte le 23 novembre 1999 à Saint-Martin-le-Vinoux en Isère, est une infirmière et assistante sociale membre de l’équipe militante du premier centre du Mouvement français pour le planning familial de Grenoble en tant qu’animatrice de cours d’accouchement « sans douleur ».

## Biographie

### Naissance et formation
Jeanne Louise Judith Astier naît le 6 octobre 1921 à La Mure en Isère. D'origine protestante, elle est la fille d'un médecin des mines à La Mure.
Jeannette Frenoux suit des études d'infirmière puis une formation d'assistante sociale. Elle est assistante sociale de 1945 à 1947 au sein du Comité des œuvres sociales des organisations de la Résistance, à l’intérieur duquel elle accueille les déportés politiques.
Jeannette Astier épouse Jacques Paul Louis Frenoux, médecin gynécologue. Le couple a quatre enfants. Elle arrête son activité professionnelle pour s'occuper de ses enfants.

### Formatrice au Planning familial
Au début des années 1950, la pratique de l’accouchement « sans douleur » est introduite en France. Celle-ci s'inspire en partie de méthodes soviétiques. La pratique est saluée par la presse communiste et par les milieux protestants.
En mars 1956, l'Association en faveur de la planification des familles ou « Maternité heureuse » est légalement déclarée. Celle-ci a pour but « l'étude des problèmes de la maternité, de la natalité et de leurs répercussions familiales, sociales et nationales, la recherche des informations scientifiques françaises et étrangères relatives à ces problèmes [...] et la poursuite d'une action d'information et d'éducation générale et sanitaire ayant pour objet l'amélioration des conditions de la maternité et de la naissance » alors que la loi du 31 juillet 1920 « réprimant la provocation à l'avortement et à la propagande anticonceptionnelle » est toujours de mise. En 1966, l'association compte plus de 100 000 adhérents et dispose de 85 centres animés par des médecins, éducateurs, hôtes d'accueils et autres spécialistes.
Au début des années 1960 à Grenoble, le docteur Henri Fabre et Georges Pascal proposent des conférences et des écrits vantant la contraception et la possibilité du contrôle des naissances au sein du centre grenoblois du Mouvement français pour le planning familial.
Amie du docteur Henri Fabre, Jeannette Frenoux suit une formation de cours de préparation à cette méthode d'accouchement « sans douleur ». À partir de 1961, elle anime bénévolement les cours de préparation à l'accouchement « sans douleur ». Elle accueille au sein du centre grenoblois du Mouvement français pour le planning familial plus d'une trentaine de femmes deux fois par semaine, qu'elle accompagne durant leurs grossesses puis dans leurs démarches contraceptives.
C'est sur les conseils de son gynécologue Jacques Frenoux qu'Huguette Loignon née Chevallier se rend en 1964 au centre grenoblois du Mouvement français pour le planning français afin d'accéder à des moyens contraceptifs. Elle en devient une militante.

### Dernières années et mort
Jeannette Frenoux poursuit son engagement militant auprès des femmes âgées de son quartier.
Jeannette Frenoux meurt le 23 novembre 1999 à Saint-Martin-le-Vinoux en Isère. Jacques Paul Louis Frenoux, né le 27 septembre 1920 à Mens, meurt le 5 mars 2019 à Eybens. Tous deux sont inhumés au cimetière communal de Mens.